# Karpa (Pisz)
Karpa [ˈkarpa] (deutsch Karpa, 1938–1945 Karpen) ist ein Dorf in der polnischen Woiwodschaft Ermland-Masuren, das zur Gmina Pisz (Stadt- und Landgemeinde Johannisburg) im Powiat Piski (Kreis Johannisburg gehört).

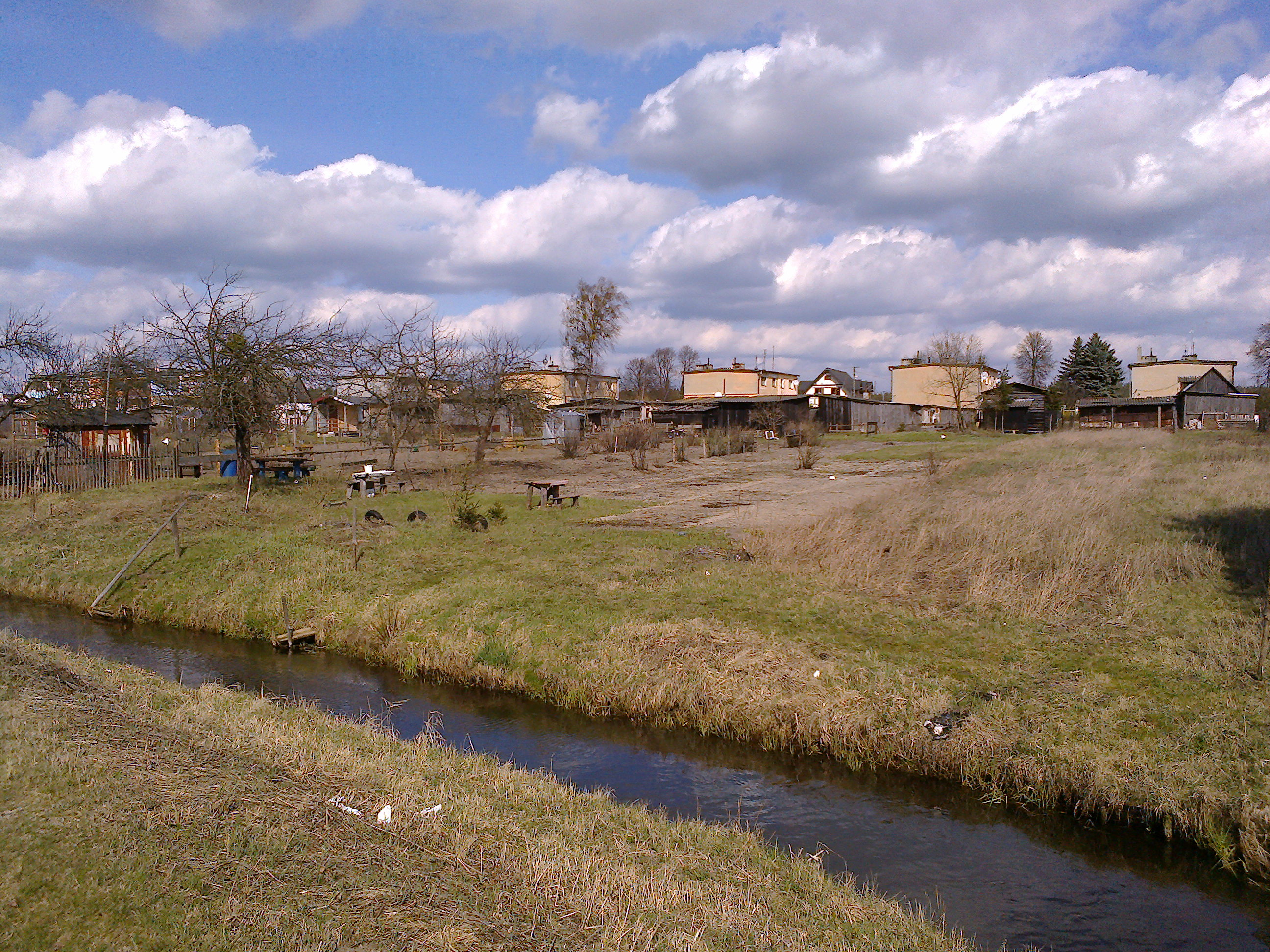
Blick auf Karpa

## Geographische Lage
Karpa liegt im südlichen Osten der Woiwodschaft Ermland-Masuren, 23 Kilometer südwestlich der Kreisstadt Pisz (deutsch Johannisburg). Nur ein Kilometer südlich des Dorfes war bis 1939 die deutsch-polnische Staatsgrenze, die heute noch von der Grenze zwischen der Woiwodschaft Ermland-Masuren und der Woiwodschaft Masowien markiert wird.

## Geschichte
Im Jahre 1701 wurde das Dorf Karpa als Schatullsiedlung gegründet. Zwischen 1874 und 1945 war der Ort in den Amtsbezirk Turoscheln (polnisch Turośl) eingegliedert. Er wurde 1938 in „Amtsbezirk Mittenheide“ umbenannt und gehörte bis 1945 zum Kreis Johannisburg im Regierungsbezirk Gumbinnen (ab 1905: Regierungsbezirk Allenstein) in der preußischen Provinz Ostpreußen.
363 Einwohner waren im Jahr 1910 in Karpa registriert, 1933 waren es bereits 377.
Aufgrund der Bestimmungen des Versailler Vertrags stimmte die Bevölkerung im Abstimmungsgebiet Allenstein, zu dem Karpa gehörte, am 11. Juli 1920 über die weitere staatliche Zugehörigkeit zu Ostpreußen (und damit zu Deutschland) oder den Anschluss an Polen ab. In Karpa stimmten 200 Einwohner für den Verbleib bei Ostpreußen, auf Polen entfielen keine Stimmen.
Am 3. Juni 1938 wurde Karpa aus politisch-ideologischen Gründen der Abwehr fremdländisch klingender Ortsnamen in „Karpen“ umbenannt. Die Einwohnerzahl belief sich 1939 auf 378.
In Kriegsfolge kam das Dorf 1945 mit dem gesamten südlichen Ostpreußen zu Polen und trägt seitdem die polnische Namensform „Karpa“. Heute ist das Dorf Sitz eines Schulzenamtes (polnisch Sołectwo), bis 1998 der Woiwodschaft Suwałki, seither der Woiwodschaft Ermland-Masuren zugehörig. Die Zahl der Einwohner belief sich im Jahre 2011 auf 180.

## Religionen

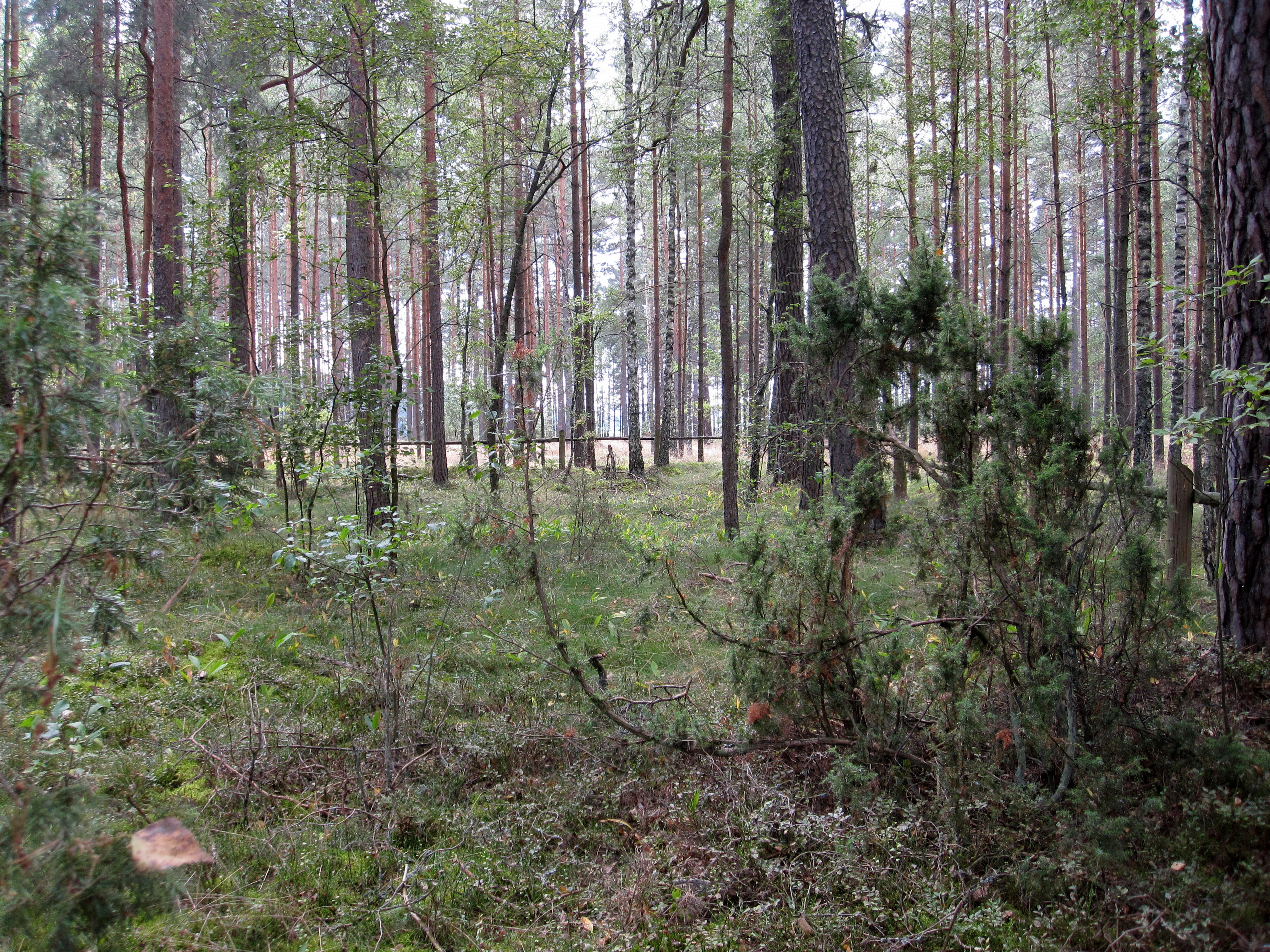
Der frühere evangelische Friedhof von Karpa

Karpa war bis 1945 in die evangelische Kirche Turoscheln (1938–1945: Mittenheide, polnisch: Turośl) in der Kirchenprovinz Ostpreußen der Kirche der Altpreußischen Union sowie in die römisch-katholische Kirche Johannisburg im Bistum Ermland eingepfarrt. 
Heute gehört Karpa katholischerseits zur Pfarrkirche Turośl im Bistum Ełk der Römisch-katholischen Kirche in Polen. Die evangelischen Einwohner halten sich zur Kirchengemeinde in Pisz in der Diözese Masuren der Evangelisch-Augsburgischen Kirche in Polen.

## Schule
Im Jahre 1840 wurde Karpa Schulort.

## Verkehr
Karpa liegt an einer Nebenstraße, die die Kreisstadt Pisz mit Turośl (Turoscheln, 1938–1945 Mittenheide) verbindet und weiter bis nach Łyse in der Woiwodschaft Masowien führt. Eine Nebenstraße von Rozogi (Friedrichshof) über Ciesina (Erdmannen) und Hejdyk (Heydik, 1938–1945 Heidig) kommend endet in Karpa, ebenso ein Landweg von Rozogi über Spaliny Wielkie (Groß Spalienen, 1938–1945 Neuwiesen) und Spaliny Małe (Klein Spalienen, 1938–1945 Spallingen). 